# Guanajuato (stát)
Guanajuato [guanachuato] je jeden ze 31 států Mexika. Zabírá plochu 30 491 km². Hraničí se státy San Luis Potosí, Querétaro, Michoacán a Jalisco. Podle sčítání lidu v roce 2020 ve státě Guanajuato žilo 6 166 943 obyvatel. Hlavní město nese stejný název jako stát, Guanajuato.